# 7610 Sudbury
7610 Sudbury è un asteroide della fascia principale. Scoperto nel 1995, presenta un'orbita caratterizzata da un semiasse maggiore pari a 2,9075482 UA e da un'eccentricità di 0,0217237, inclinata di 2,83143° rispetto all'eclittica.